# Мартиниан (префект Рима)
Мартиниан (лат. Protadius) — римский государственный деятель начала V века.
Происходил из Каппадокии. Его карьера известна благодаря некоторым из 14 эпитафий, которые посвятил ему Григорий Богослов.
До 358 года Мартиниан был консуляром Сицилии. Затем, в 358 году он находился на посту викария Африки, и, наконец, в 378 году занимал должность префекта Рима.
Мартиниан получил письмо от своего земляка Василия Великого, в 371 году или около того, с просьбой о помощи Цезареи Каппадокийской. В момент получения этого письма, он, кажется, был язычником, но, может быть, стал христианином незадолго до смерти, что подтверждается эпитафией Григория Богослова.